# Charles Spinasse
Ne pas confondre avec Charles-Marie-Esprit Espinasse, général et homme politique du XIXe siècle
Charles Spinasse, né le 22 octobre 1893 à Égletons et mort le 9 août 1979 à Rosiers-d'Égletons, est un homme politique français.
Député SFIO de Corrèze et maire d'Égletons, pour laquelle il mène un projet innovant d'urbanisme, il est ministre dans le gouvernement du Front populaire et signe comme ministre de l'Économie nationale les accords Matignon. Pacifiste avant guerre, il est favorable au régime de Vichy, tout en ne soutenant pas les mesures raciales et anti-sémites. Il participe à la création après-guerre du Parti socialiste démocratique mais ne joue plus de rôle politique national. Il redevient maire d'Égletons entre 1965 et 1977.

## Biographie

### Jeunesse et formation
Charles Spinasse nait à Égletons au sein d'une famille chrétienne très pratiquante. Il est le dernier de quatre garçons, et son grand-père, Joseph Spinasse, est alors maire de la ville. Bourgeoise, la famille Spinasse est attestée à Égletons depuis le XVIIe siècle.
Après des études au lycée de Tulle, il obtient le baccalauréat en 1911. Juste après ce succès, il perd son frère Léon, séminariste, qui se noie dans la Dordogne malgré les efforts de Charles pour le secourir. Il suit à Paris des études supérieures, en hypokhâgne au lycée Louis-le-Grand, et en sociologie à La Sorbonne où il suit les cours d'Émile Durkheim.
Très pieux dans son enfance, Spinasse perd la foi et il se réclame de la libre pensée. Son mariage avec Marie Maurin en 1913 est béni par l'évêque de Tulle, mais le couple ne fera pas baptiser ses enfants.
il devient professeur au Conservatoire national des Arts et Métiers à Paris. Il participe aux quatre années de la Première Guerre mondiale, de 1914 à 1918, passant de simple soldat à capitaine. Blessé trois fois, il a reçu sept citations.

### Entre-deux-guerres: député puis ministre
Militant de la SFIO, Spinasse est élu le 30 novembre 1919 conseiller municipal de Rosiers-d'Égletons, puis, le 21 décembre, conseiller général du canton d'Égletons (il le restera jusqu'en 1940). Spinasse est élu à Rosiers mais travaille à Paris en tant que professeur au Conservatoire national des arts et métiers.
Entre 1929 et 1944, le maire Spinasse mène un projet d'aménagement, d'embellissement et d'extension d'Égletons. Pour faire sortir la ville de ses remparts, il « trace des boulevards dans les champs » sur trois cercles concentriques, puis dessine des avenues rectilignes partant des remparts pour rejoindre ces trois cercles. Il fait construire un collège (Albert-Thomas), une école nationale professionnelle (équivalent des actuels lycées techniques) et une école d'application des travaux publics : « Par la volonté de son maire, Égletons sera une ville scolaire » qui obtiendra les meilleurs résultats du département pour le Brevet et l'entrée à l'École normale.
En 1922 et 1923, il est rédacteur en chef du Populaire du Centre, journal socialiste de Limoges mais  rayonnant sur le Limousin. Pour les élections législatives de 1924, il est choisi pour être le représentant de la Fédération socialiste sur la liste du Cartel des gauches qui pour le département de la Corrèze (scrutin à liste départementale) est menée par le Radical socialiste Henri Queuille. La liste obtient 31 159 voix sur 83 333 inscrits et Charles Spinasse est élu député. À la Chambre des députés, il s’intéresse alors plus particulièrement à la politique étrangère,.
En 1926, il fait un voyage d'études aux États-Unis dont il tire une analyse du capitalisme et de son évolution vers la production de masse. Il l'exposa à la Chambre des députés et dans une conférence donnée qu'il fit le 11 février 1928 sous l’égide de La Vie socialiste de Pierre Renaudel. Spinasse affirmait que la production de masse menait à la consommation de masse et qu'elle serait possible aussi en France si on allait résolument vers une organisation européenne.
Lors des élections législatives de 1928, qui se déroulent cette fois au scrutin uninominal, il se présente dans la 2e circonscription de Corrèze (Tulle) où il est élu au second tour dans une triangulaire avec 7 427 voix contre le républicain de droite Georges Lafarge (4 897 voix) et le communiste Léon Bossavy (3 949 voix). Il est réélu facilement lors des élections de 1932.
Pendant son second mandat, il fut secrétaire de la Commission des finances et intervint fréquemment dans les débats budgétaires. Il est membre de X-Crise, cercle de réflexion créé par des polytechniciens en 1931, qui a une approche planiste antilibérale et souvent considéré comme un creuset de la technocratie française.
Il tente de rentrer au Sénat en décembre 1935 lors d'une élection partielle à la suite de la mort d'Henry de Jouvenel mais il est battu par Henri Queuille. Lors des élections de 1936, il est réélu député de Corrèze pour un 4e mandat, obtenant 7 495 voix devant le candidat communiste Bourdarias (5 708 voix) et le candidat de droite Lafarge (3 629).
Cette élection marque l'arrivée au pouvoir du Front populaire et Charles Spinasse entre dans le gouvernement de Léon Blum. Pressenti initialement pour être secrétaire d'État chargé des relations avec le Parlement, il devient finalement ministre de l'Économie nationale, de juin 1936 à mars 1937, et à ce titre signe les accords Matignon, puis il est ministre du Budget (mars-avril 1938) dans le second gouvernement Blum,. N'occupant cette fonction que pendant 29 jours, sa principale action est avec Pierre Mendès France, alors sous-secrétaire d'État au Trésor, de préparer le programme budgétaire et financier qui doit permettre de faire face à l'augmentation considérable des dépenses militaires et qui comporte notamment l'instauration d'un impôt sur le capital et du contrôle des changes.
Il fait partie du courant pacifiste, anticommuniste et planiste de la SFIO. Pendant la Drôle de guerre, son attitude est, selon Jean-Louis Crémieux-Brilhac, celle d'« un attentiste, secrètement fasciné par le national-socialisme ».

### Seconde Guerre mondiale: pour Vichy et la Collaboration
Le 6 juillet 1940, après la débâcle de mai et juin, devant les parlementaires réunis à Vichy, Spinasse plaide en faveur d'un changement de régime dans un sens autoritaire, dénonçant un « fléchissement moral et intellectuel », appelant à un « crucifiement » du parlement, et proclame son appui au maréchal Pétain. Longuement applaudi, son discours constitue « l'événement du jour » selon Louis Noguères ; son effet est « énorme » selon l'historien Henri Michel. Ayant voté l'attribution des pleins pouvoirs à Pétain le 10 juillet, il reste dans un premier temps en zone libre et soutient le régime de Vichy.
En août 1940, Spinasse fait partie avec Paul Rives des membres fondateurs du quotidien L'Effort, journal appelant à soutenir l'effort de collaboration et publié sous censure en zone libre. Plus d'un mois avant la rencontre de Montoire, il y prône « une collaboration étroite avec le vainqueur » en vue de la réorganisation de l'Europe en une « libre association d'États socialistes » dans l'esprit du fédéralisme proudhonien. Dans un article publié par L'Œuvre, Spinasse écrit : « quelle que soit l'issue de la guerre, qu'elle soit proche comme je le crois, ou plus éloignée, notre situation de vaincus n'en sera pas adoucie, nous devrons quand même subir les conséquences politiques de la victoire allemande et notre position continentale nous fera toujours une obligation d'entrer dans l'Europe que l'Allemagne veut construire. Reste à savoir quel rôle nous y jouerons ». En mars 1941, il invite à une réévaluation du national-socialisme : « De toutes les âmes étrangères ou hostiles il a fait une seule âme. La communauté a triomphé de la classe. Reconnaissons que le capitalisme ne gouverne plus l'Allemagne ».
Il fonde ensuite et dirige, à Paris, l'hebdomadaire Le Rouge et le Bleu, « revue de la pensée socialiste française », selon l'en-tête. Le premier numéro paraît le 1er novembre 1941. Le journal a l'autorisation de la censure allemande et le soutien d'Otto Abetz, on y prône une collaboration européenne, qui soutient Pierre Laval après son retour au pouvoir, mais qui n'entend pas renier les traditions socialistes et républicaines de la gauche française. Les autres publications collaborationnistes sont pour la plupart hostiles à cet hebdomadaire qui « n'a rien dit des mesures de protection de la race... et n'a pas davantage soufflé mot de l'étoile jaune » (L'Appel, journal proche du PPF, juin 1942). Pierre Costantini va jusqu'à demander « que Spinasse soit envoyé dans un camp de concentration, chez ses amis juifs. » Finalement interdit, Le Rouge et le Bleu cessera de paraître en  août 1942 (le dernier numéro est daté du 22 août).
Après cette interdiction, Charles Spinasse est évincé de L'Effort et cesse toute activité dans la presse autorisée.
En tant que maire, il fait installer entre 1941 et 1944 à Rosiers-d'Égletons (qui se trouve alors en zone libre jusqu'à qu'elle soit occupée par les Allemands en novembre 1942) un groupement de travailleurs étrangers et un camp disciplinaire qui fournissent de la main d'œuvre à faible coût aux entreprises environnantes.

### Après guerre
Menacé de mort à Égletons à la Libération, exclu de la SFIO pour « félonie », Charles Spinasse est arrêté à Paris en janvier 1945 et  emprisonné pendant quatre mois, au motif de collaboration. Il est finalement relaxé par la Première Chambre civique de Paris le 22 octobre 1945, , l'arrêt disant « sa bonne foi apparaît entière malgré son activité regrettable ». Mais il reste inéligible. Révoqué du Conservatoire national des Arts et Métiers le 16 août 1945, privé de revenus, Spinasse dirige une librairie-papeterie à Paris pendant trois ans, allant lui-même chercher les journaux en triporteur.
Il participe alors à la création du Parti socialiste démocratique, comme nombre de socialistes compromis avec le régime de Vichy. Il est invité par Léon Blum à son domicile de Jouy-en-Josas, fin 1949, Blum lui assurant par écrit peu avant sa mort : « Je sais très bien que vous n'êtes pas un lâche et que comme toujours vous avez cherché douloureusement votre devoir ».
Son rôle politique ultérieur est modeste. Profitant d'une amnistie en août 1953, il tente de redevenir député lors des législatives de 1958 mais il est sèchement battu dans la circonscription d'Ussel (5 360 voix sur 36 958 votants). Mais il est largement élu conseiller général de Corrèze dans le  canton d'Égletons en 1961 sous l'étiquette « socialiste indépendant ». Dans les années 1960, il soutient l'ascension en Corrèze du jeune Jacques Chirac, notamment aux élections législatives de 1967 au cours desquelles il déclare que « la couleur politique [de Chirac] est sans aucun doute socialiste ».
Il est élu maire d'Égletons lors des élections municipales de 1965 puis réélu en 1971. Mis en ballotage au premier tour lors des élections municipales de 1977 (alors que 16 membres de sa liste sur 23 ont été élus dès le premier tour), il préfère se retirer avant le second tour.
Frappé d'une crise d'hémiplégie, veuf depuis 1947, Spinasse meurt dans sa résidence de Seugnac près de Rosiers le 9 août 1979. Son cortège funèbre conduit par Chirac s'arrête devant la mairie avant d'aller à l'église. Sa dépouille repose au cimetière ancien d'Égletons, dans le caveau familial.

## Mandats électifs et fonctions gouvernementales
- Conseiller général du canton d'Égletons (Corrèze) : 1919-1949 puis  1961-1976
- Député de la Corrèze : 1924-1942[7]
- Maire d'Égletons (Corrèze) : 1929-1944 puis 1965-1977
- Ministre de l'Économie nationale du 4 juin 1936 au 22 juin 1937[7]
- Ministre du Budget du 13 mars au 10 avril 1938[7]